# Amedeo af Savoyen-Aosta (1898-1942)
Amedeo af Savoyen-Aosta (italiensk: Amedeo Umberto Lorenzo Marco Paolo Isabella Luigi Filippo Maria Giuseppe Giovanni) (født 21. oktober 1898 i Torino, død 3. marts 1942 i Nairobi) var en italiensk general, pilot og prins fra Huset Savoyen. Han var vicekonge og generalguvernør over Italiensk Østafrika fra 1937 til 1941.